# Pusté Sady
Pusté Sady este o comună slovacă, aflată în districtul Galanta din regiunea Trnava. Localitatea se află la altitudinea de 135 m deasupra n.m., se întinde pe o suprafață de 8,03 km2 și în 2017 număra 589 de locuitori.

## Istoric
Localitatea Pusté Sady este atestată documentar din 1352.

## Demografie
| An:                | 1994 | 2004   | 2014   | 2024   |
| ------------------ | ---- | ------ | ------ | ------ |
| Număr de persoane: | 610  | 622    | 583    | 601    |
| Diferență:         |      | +1,96% | −6,27% | +3,08% |

| An:                | 2023 | 2024   |
| ------------------ | ---- | ------ |
| Număr de persoane: | 612  | 601    |
| Diferență:         |      | −1,79% |